# Cäcilia Weber
Maria Cäcilia Cordula Weber, née Stamm le 23 octobre 1727 à Mannheim et morte le 22 août 1793 à Vienne ), est la mère de Constance Mozart et la belle-mère de Wolfgang Amadeus Mozart.

## Biographie
Cäcilia Weber est née à Mannheim en 1727, fille de Johann Otto Stamm, secrétaire du gouvernement de l'Électorat de Mannheim, et de son épouse Sophia Elisabeth Wimmer. Ses frères sont Dagobert Stamm, devenu prêtre, et Johann Arnold Stamm, devenu secrétaire secret de l'Électoral de Munich. Un de ses frères a présenté Cecilia à son futur époux. .
Le 14 septembre 1756, elle épouse Franz Fridolin Weber. Ils vivent à Zell im Wiesental, la ville natale de son époux. Leurs quatre filles Josepha, Aloysia, Constance et Sophie ainsi que leur fils Johann Nepomuk y sont nés. En 1764, la famille déménage pour Mannheim, où Fridolin travaille comme souffleur, musicien, chanteur et copiste. À Mannheim, Cäcilia donne naissance à deux autres fils, mais qui ne vivent que quelques années.
Cäcilia Weber rencontre Mozart pour la première fois en 1777, alors qu'il arrive à Mannheim à la recherche d'un emploi. Au cours de ce séjour, il tombe amoureux de sa fille Aloysia et la mentionne avec effusion dans ses lettres à son père. Celui-ci lui demande de s'éloigner de Mannheim et de la famille Weber. En mars 1778, Mozart se rend à Paris avec sa mère après avoir échoué à trouver un poste permanent à Mannheim.
En raison du déménagement de la résidence électorale de Charles-Théodore de Bavière de Mannheim à Munich, la plupart des collaborateurs du théâtre de la Cour suivent le mouvement. La famille Weber part aussi à Munich, où Aloysia et Fridolin Weber ont trouvé un emploi au Théâtre allemand. Mozart les y croise à nouveau lors de son voyage de retour à Salzbourg et est rejeté par Aloysia.
La famille Weber s'installe à Vienne en septembre 1779, à la suite d'Aloysia, qui y poursuit sa carrière à l'Opéra allemand. Fridolin Weber meurt le mois suivant et Cäcilia peine à maintenir sa famille à flot avec sa petite pension de veuve et les revenus d'Aloysia. Elle commence à sous-louer des chambres dans l'appartement, notamment à des musiciens invités.
L'admirateur d'Aloysia, Joseph Lange demande sa main à Cäcilia, ce qui signifie pour elle la perte des revenus d'Aloysia. Lange accepte de subvenir aux besoins de la famille avec une pension annuelle de 600 florins. Cäcilia regrette ensuite cet accord et tente d'empêcher le mariage. La plainte ultérieure de Lange auprès du bureau de l'Oberhofmarschall est acceptée, mais les pensions alimentaires annuelles sont réévaluées à 700 florins. Le 31 octobre 1779, Aloysia et Lange se marient à la Cathédrale Saint-Étienne de Vienne.
Mozart s'installe à Vienne en 1781, dans l'espoir d'y poursuivre sa carrière. Le 2 mai 1781, il s'installe comme sous-locataire dans la maison des Weber (un immeuble appelé « Zum Augen Gottes », À l'œil de Dieu). Son père le presse de trouver un nouveau foyer, mais Mozart se sent à l'aise chez les Weber. Il se rend plusieurs fois au Prater avec Constance, mais toujours accompagné de sa mère Cäcilia. Alors que les rumeurs sur Mozart et Constance se multiplient, Cäcilia lui demande de partir pour des raisons de décence. Mozart avoue alors son amour pour Constance dans une lettre à son père. Pendant la période des fiançailles, Wolfgang a une relation difficile avec son père qui refuse son consentement au mariage, tout comme celle de Constance avec sa mère Cäcilia. Constance cherche alors refuge à plusieurs reprises auprès de la baronne Martha Elisabeth von Waldstätten. Mozart et Constance Weber se marient finalement discrètement, en petit comité, le 4 août 1782. Cependant, le jeune couple n'emménage pas chez Cäcilia, comme elle l'aurait souhaité, mais s'en éloigne plutôt.
Avec la naissance du premier enfant de Constance en 1783, le couple commence à se réconcilier avec Cäcilia.
Elle est décédée à Wieden (Vienne) en août 1793 à l'âge de 65 ans.